# Giovanni Battista Spinelli

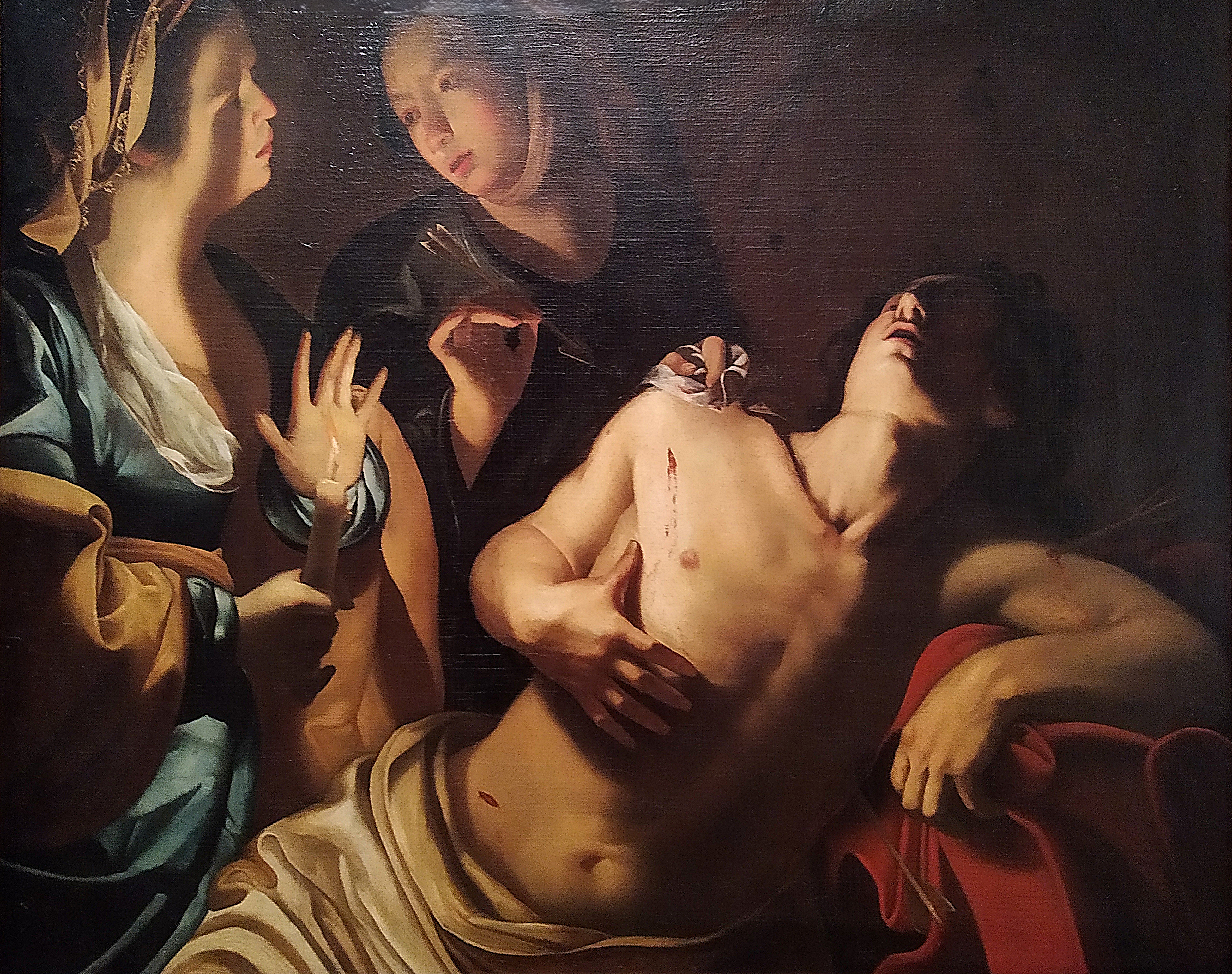
Spinelli, San Sebastián curado por las santas mujeres, Museo de Montserrat

Giovanni Battista Spinelli (Chieti, 1613 - Ortona, 1658) fue un pintor napolitano.
La principal fuente para conocer su vida es la biografía que publicó en 1742 el historiador y también pintor Bernardo De Dominici, Vite dei Pittori, Scultori, ed Architetti Napolitani, en la que recoge las vidas de varios artistas napolitanos. Esta biografía no está exenta de errores: así, se asegura que Spinelli murió en Ortona el 20 de noviembre de 1647, con cerca de 50 años de edad, mientras que estudios más recientes aseguran que en 1658 seguía vivo.
Spinelli procedía de una familia bergamasca acomodada. Su padre, Sante Spinelli, se instaló en Chieti, donde se dedicó al comercio del cereal. Giovan Battista Spinelli nació en el Palazzo Sirolli, situado en la plaza San Giustino. En 1630 se trasladó a Nápoles, donde conoció a Giovan Battista Caracciolo y Massimo Stanzione (De Dominici le considera el último discípulo de este último). También recibió la influencia de los artistas manieristas del norte de Europa (como Lucas van Leyden y Heinrich Aldegrever) gracias a la difusión de grabados flamencos. Por su parte, Spinelli pudo influir en el estilo inicial de Luca Giordano.
El trabajo de Spinelli como pintor se desarrolló en toda la región de los Abruzos, aunque según Manuela Mena su dedicación principal fue la alquimia. En Ortona se encuentra una Coronación de la Virgen en la iglesia de la Santísima Trinidad y otras pinturas de alrededor de 1630. Después trabajó también en Chieti y Penne. El último periodo de su vida se desarrolló sobre todo entre Lanciano y Ortona, donde murió. Fue sepultado en la iglesia de Santo Domingo, en el barrio de Terravecchia (esta iglesia fue exclaustrada posteriormente y convertida en la biblioteca diocesana).
A partir del siglo XX su figura recibió la atención de los historiadores del arte y fue estudiado por Roberto Longhi, entre otros.
Sus obras se conservan en numerosas iglesias, museos y colecciones privadas. Dos cuadros sobre David (El triunfo de David y David y Saúl) pertenecen a la colección de la Galería de los Uffizi en Florencia. En España, el Museo del Prado conserva varios dibujos suyos y en el Museo de Montserrat se expone el lienzo San Sebastián curado por las santas mujeres.